# Executive Council (Neuseeland)
Der Executive Council (deutsch: Exekutivrat) in Neuseeland ist das höchste geschäftsführende Gremium der Regierung von Neuseeland. Der Rat ist seit 1990 ein Teil des Department of the Prime Minister and Cabinet (DPMC) und wird vom Cabinet Office gemanagt.

## Zusammensetzung und Aufgaben des Executive Council
An den Sitzungen des Executive Council nehmen der Premierminister und alle Minister der Regierung teil, auch die Minister, die nicht dem Kabinett der Regierung angehören. Den Vorsitz des Rates hat, ohne Mitglied zu sein, der Governor-General. Der Executive Council trifft sich in der Regel jeden Montag und gibt dem Governor-General Empfehlungen, seine Unterschrift unter Regierungsaufträge zu geben, Regelungen oder Vereinbarungen zu treffen. Die Sitzungen geben ebenfalls den Ministern die Gelegenheit, den Governor-General über wichtige politische Ereignisse oder Entwicklungen zu informieren, auch über die, die in der jeweilig laufenden Woche anstehen könnten. Auch werden Gesetzesvorlagen der Regierung besprochen und die durch die Regierung verabschiedete Gesetze von dem Governor-General unterzeichnet, um Rechtskraft zu erlangen.
Der Clerk (Bedienstete) des Executive Council, der gleichzeitig Sekretär des Kabinetts ist und den Executive Council in seiner Arbeit unterstützt, ist direkt dem Premierminister und dem Generalgouverneur gegenüber verantwortlich.
Bei der Vereidigung eines neuen Kabinetts, werden alle Minister zuerst zu Executive Councillors (Mitglieder des Rates) berufen und erhalten dann die Ernennung zum Minister. Minister und damit Mitglieder des Executive Council müssen seit 1950 mit der Verabschiedung des Civil List Act of 1950 zwingend Mitglied des New Zealand Parliament sein. Scheidet ein Minister aus dem Parlament aus, kann er nicht länger als 21 Tage Minister und Mitglied des Executive Council sein.
Die Autorität und die Liste an Pflichten des Executive Council wurden am 24. April 1919 per Letters Patent festgeschrieben. Den Executive Council selbst gibt es seit 1841, der ersten Inamtsetzung eines Gouverneurs in Neuseeland. Erster Gouverneur war damals William Hobson.